# Altavoz electrostático
Llamado también altavoz de condensador
Un altavoz es un transductor electroacústico utilizado para la reproducción de sonido.
El altavoz electrostático funciona de manera similar al micrófono de condensador.
Su estructura consiste en tres placas metálicas que forman una especie de sándwich. Las dos placas exteriores, rígidas y perforadas, constituyen el condensador. La placa interna, mucho más delgada, es el diafragma. Cabe mencionar que la placa interna es alimentada con una alta tensión de corriente continua, mientras que la señal que se aplica a las placas externas que conforman el condensador, es una variación de voltaje; ósea voltaje AC ya que para este fin, se aplicará una señal de audio y esta es una señal AC, de tal modo que el diafragma interno pueda variar en función de la onda senoidal que se aplique a las placas externas.

Esquema de un altavoz electrostático

Cuando se aplica una señal eléctrica elevada a las dos placas que forman el condensador, el diafragma se mueve en función de este voltaje de entrada, generando una onda de presión en el aire como cualquier parlante. Este se mueve gracias a la diferencia de cargas eléctricas que hay, viéndose atraído o repelido a las placas en función de la señal que se le aplica a estas.
Esta vibración se basa en uno de los principios claves de la electricidad : Dos cargas de signo contrario se atraen, mientras que si son del mismo signo se repelen.
Cada placa del condensador, como ocurre con los polos de un imán, tiene tensión de carácter opuesta a la otra:
- Si la corriente eléctrica de entrada es positiva, por oposición, el diafragma se desplaza hacia la placa polarizada con tensión negativa (polo positivo).
- Por el contrario, si la tensión es negativa, el diafragma se desplaza hacia el polo (placa) positiva.

- IMPORTANTE. Es importante señalar que la corriente que se aplica a las placas del condensador es corriente continua. No sirven las tomas eléctricas habituales en las casas, porque son de corriente alterna. Es necesario una fuente de alimentación para transformar la corriente alterna en corriente continua.

El altavoz electrostático es un altavoz de diafragma polar bipolar (como el micrófono de condensador). La vibración del diafragma es la que produce el sonido que se emite por los huecos de las placas, radiando de igual modo hacia delante y hacia atrás, aunque no hacia los lados. Es decir, la energía sonora irradiada tiene forma de ocho, con un lóbulo delantero en oposición al trasero y zonas laterales “sordas”.
El altavoz electrostáticos empezó a comercializarse en la década de 1950.
Tiene menos aceptación que el altavoz dinámico por diversos motivos:
- Los costes de fabricación son más elevados.
- Necesita un transformador, pues requiere de alimentación de corriente continua.
- Necesitan una gran superficie.
- Es más difícil de construir, porque necesita un mecanismo muy preciso.
- Tiene menor “calidad” en términos absolutos. Hay modelos como el Quad ESL63 de calidad sobresaliente.
- Respuesta pobre a las bajas frecuencias.

A pesar de sus inconvenientes también tiene ventajas:
- Produce gran sonoridad con potencias eléctricas bajas.
- Respuesta efectiva a frecuencias medias y altas.

- Datos: Q1327626
- Multimedia: Electrostatic loudspeakers / Q1327626